# Engesvang (plaats)
Engesvang is een plaats in de Deense regio Midden-Jutland, gemeente Ikast-Brande, en telt 1943 inwoners (2008).